# René Šimek
René Šimek (* 13. dubna 1975) je bývalý český fotbalista.

## Fotbalová kariéra
V české lize hrál za FK Jablonec. Nastoupil v 7 ligových utkáních. Ve druhé lize hrál za FK Teplice, kde jeho slibnou kariéru zastavila zlomenina nohy, a za FK Ústí nad Labem.

## Ligová bilance
| Ročník                          | Zápasy | Góly | Klub        |
| ------------------------------- | ------ | ---- | ----------- |
| 1. česká fotbalová liga 1994/95 | 7      | 0    | FK Jablonec |
| CELKEM                          | 11     | 0    |             |